# Барладян, Михаил Тимофеевич

Михаил Тимофеевич Барладян,  Барладян 1-й (1802 — 30 июля 1892, Николаев, Николаевское военное губернаторство) - русский морской офицер, генерал-майора флота (1871). Участник русско-турецкой войны 1828-1829 годов. Участник Кавказского патруля. Георгиевский кавалер.

## Биография
Произведён в гардемарины Черноморского флота (1822). Крейсировал в Чёрном море (1822-1825). Произведён в мичманы(1826). 
Участник русско-турецкой войны 1828-1829 годов. Участвовал при взятии Анапы (1828), при взятии Сизополя, Инады и Мидии (1829). Произведён в лейтенанты (1831). Плавал по Азовским и Черноморским портам (1831-1835), у Абхазских берегов (1836-1838). Награждён орденом Св. Владимира 4-й степени с бантом за отличие в делах против горцев при истреблении контрабандных судов (1837), орденом Св. Георгия 4 класса за 18 морских кампаний (1839). 2 сентября 1840 года командовал вооруженным пароходом «Могучий» уничтожившим у кавказского побережья между Анапой и Новороссийском контрабандного брига.
Плавал между Севастополем и Николаевом (1841). Награждён орденом Св. Станислава 2-й степени (1841). Произведён в капитан-лейтенанты(1843). Крейсировал в Чёрном море (1843-1845). Командуя пароходом «Андия», ходил для почтовых надобностей между Одессой, Галацем и крымскими портами (1846-1849). Произведён в капитаны 2-го ранга (1850). 
Командуя транспортами «Кубань» и «Балаклава», плавал по черноморским портам (1850-1852). Произведён в полковники флота (1856). Назначен командиром 11-го рабочего экипажа (1858). Назначен заведующим кадрами постоянных мастеровых и рабочих Николаевского порта, с состоянием по адмиралтейству (1862). Награждён орденом Св. Анны 2-й степени (1867). Уволен от службы с чином генерал-майора флота (1871). Скончался от старости 30 июля 1892 года в Николаеве в возрасте 90 лет. По распоряжению генерал-губернатора Николаева похоронен на городском кладбище Севастополя 3 августа 1892 года.